# Celi Cursor
Celi Cursor (llatí: Cælius Cursor) va ser un cavaller romà del temps de l'emperador Tiberi. Pertanyia a la gens Cèlia, una família romana plebea.
L'emperador va ordenar la seva execució l'any 21 per haver acusat falsament al pretor Magi Cecilià d'alta traïció (majestas), segons explica Tàcit.